# Miranda de Ebro
Miranda de Ebro là một đô thị trong tỉnh Burgos, Castile và León, Tây Ban Nha.

## Thành phố kết nghĩa
- Vierzon (Pháp)